# Terry Uttley
Terry Uttley, właśc. Terence Uttley (ur. 9 czerwca 1951 w Birkenshaw, West Yorkshire, zm. 16 grudnia 2021) – brytyjski muzyk, gitarzysta  zespołu popowego Smokie. Od roku 1996, gdy zespół opuścił Alan Silson, był jedynym muzykiem z pierwotnego składu zespołu.